# Paweł Hreniak
Paweł Marek Hreniak (ur. 9 września 1979 we Wrocławiu) – polski polityk i samorządowiec, wojewoda dolnośląski (2015–2019), poseł na Sejm IX i X kadencji (od 2019).

## Życiorys
Absolwent administracji publicznej (2004) i ekonomii menadżerskiej (2010) na Uniwersytecie Wrocławskim. Ukończył studia podyplomowe z zakresu zarządzania jednostkami opieki zdrowotnej (2009) oraz zarządzania projektami unijnymi (2011) na Uniwersytecie Ekonomicznym we Wrocławiu, a także z zakresu ochrony ludności, obrony cywilnej i zarządzania kryzysowego na Akademii Pożarniczej w Warszawie (2025).
W wyborach samorządowych w 2002 bez powodzenia ubiegał się o mandat radnego Wrocławia z listy komitetu Rafała Dutkiewicza. Zaangażował się w działalność polityczną w ramach Prawa i Sprawiedliwości, wszedł w skład władz krajowych tego ugrupowania. Pracował w biurach posłów na Sejm i do PE związanych z tą partią. W 2006, 2010 i 2014 był wybierany na radnego sejmiku dolnośląskiego, przewodniczył klubowi radnych PiS oraz był m.in. wiceprzewodniczącym Komisji Budżetu i Finansów. W 2011 i 2015 bez powodzenia kandydował w wyborach parlamentarnych (w wyborach do Senatu RP z okręgu podwrocławskiego w 2015 otrzymał blisko 80 tys. głosów). Powoływany w skład rad społecznych Dolnośląskiego Centrum Chorób Płuc we Wrocławiu, Powiatowego Zespołu Szpitali w Oleśnicy oraz Szpitala Specjalistycznego im. Antoniego Falkiewicza we Wrocławiu (jako jej wiceprzewodniczący).
8 grudnia 2015 został powołany na stanowisko wojewody dolnośląskiego. W okresie pełnienia przez niego tej funkcji w 2018 otwarto Zintegrowane Centrum Bezpieczeństwa Wojewody Dolnośląskiego, skupiające w jednym budynku Wojewódzkie Stanowisko Koordynacji Ratownictwa, Centrum Powiadamiania Ratunkowego oraz Wojewódzkie Centrum Zarządzania Kryzysowego. Zrealizowano również projekt nowej sali obsługi klienta w Dolnośląskim Urzędzie Wojewódzkim (co zapewniło ponad 600 m² dodatkowej powierzchni). Paweł Hreniak jako wojewoda był też pomysłodawcą wieloletniego programu „Ocalamy” realizowanego przy współpracy z Biurem Upamiętniania Walk i Męczeństwa Instytutu Pamięci Narodowej, którego celem stało się odnalezienie, zabezpieczenie oraz oznakowanie specjalnym znakiem graficznym grobów osób zaangażowanych w walkę o niepodległość. W latach 2016–2019 był członkiem Rady Kuratorów Zakładu Narodowego im. Ossolińskich. W tym samym okresie był także przewodniczącym rady programowej przy Dolnośląskiej Wojewódzkiej Komendzie OHP.
W wyborach w 2019 uzyskał mandat posła na Sejm IX kadencji, otrzymując 15 166 głosów w okręgu wrocławskim. W związku z tym wyborem 11 listopada 2019 zakończył urzędowanie na funkcji wojewody. W Sejmie został m.in. wiceprzewodniczącym Komisji Administracji i Spraw Wewnętrznych, członkiem Komisji Obrony Narodowej, Komisji Ochrony Środowiska, Zasobów Naturalnych i Leśnictwa, Komisji Infrastruktury, a także przewodniczącym Parlamentarnego Zespołu ds. Infrastruktury Transportowej na Dolnym Śląsku. W 2021 objął funkcję przewodniczącego Podkomisji stałej ds. rozwoju i promocji Ochotniczych Straży Pożarnych. W 2020 został powołany na członka Rady Społecznej Dolnośląskiego Centrum Onkologii. W 2022 został pełnomocnikiem jednego z okręgów PiS w województwie dolnośląskim. W wyborach w 2023 z powodzeniem ubiegał się o poselską reelekcję, zdobywając 19 384 głosy. W Sejmie X kadencji został ponownie wiceprzewodniczącym Komisji Administracji i Spraw Wewnętrznych oraz członkiem Komisji Infrastruktury. Objął też funkcję zastępcy przewodniczącego Podkomisji stałej ds. rozwoju i promocji Ochotniczych Straży Pożarnych, wszedł również w skład Komisji Nadzwyczajnej do spraw działań przeciwpowodziowych i usuwania skutków powodzi z roku 2024. W 2024 stanął na czele struktur PiS w okręgu wrocławskim. W październiku tego samego roku wszedł w skład komitetu wykonawczego PiS.

## Odznaczenia
- Medal „Pro Patria” (2017)[21]
- Złota Odznaka „Zasłużony dla Służby Celnej” (2017)[22]
- Srebrna Odznaka „Zasłużony dla Ochrony Przeciwpożarowej” (2017)[23][24]
- Złoty Medal za Zasługi dla Straży Granicznej (2017)[25]